# Усов, Пётр Яковлевич
Пётр Я́ковлевич Усов (1912—1995) — бригадир забойщиков шахты имени Молотова, г. Прокопьевск, Герой Социалистического Труда.

## Биография
Родился 18 декабря 1912 года в с. Усяты (сейчас это территория города Прокопьевск Кемеровской области). 19-летним юношей поступил работать откатчиком на шахту «Муравейник». В 1932 году окончил курсы забойщиков и перешёл на шахту «Зиминка», в 1936 году — на шахту им. Молотова (будущая «Ноградская»), где проработал 10 лет. Последние годы Усов трудился на шахте «Центральная».
С 1937 года руководил бригадой забойщиков, которая добивалась небывалых результатов на мощных пластах крутого падения. Способности бригадира с особой силой проявились в годы Великой Отечественной войны. Производственные нормы выполнялись не менее чем на 145 %.
В январе 1946 года бригада Усова завоевала переходящее Красное знамя ЦК профсоюза угольщиков и комбината «Кузбассуголь». Передовому бригадиру, одному из первых в городе, было присвоено звание «Почётный шахтёр», а в 1948 году — звание Героя Социалистического Труда.
Когда забойщики бригады Усова первыми на шахте освоили работу с помощью новой системы — под гибким перекрытием, Пётр Яковлевич направил в соседнюю молодёжную бригаду троих лучших забойщиков, а к себе взял троих молодых горняков.
Вскоре ученики работали так, как и их учитель. А бригаду П. Я. Усова стали называть «шахтёрской академией». Многие из его учеников сами стали бригадирами. Тимофей Богданов, например, возглавил бригаду, которая в 1962 году установила рекорд, выдав из-под гибкого перекрытия 20 тысяч тонн угля за месяц.
Умер в декабре 1995 года.

## Награды
Награждён орденом Ленина и орденом Трудового Красного Знамени, медалями «За трудовую доблесть» и «За доблестный труд в Великой Отечественной войне 1941—1945 гг.», знаком «Отличник социалистического соревнования».